# Anabasis turgaica
Anabasis turgaica là loài thực vật có hoa thuộc họ Dền. Loài này được Iljin & Krasch. mô tả khoa học đầu tiên năm 1930.